# Xena
Xena là một nhân vật nữ hư cấu trong bộ phim Xena: Nữ chúa chiến tranh của đạo diễn Robert Tapert. Trong bộ phim này cô thường mặc một bộ trang phục bó sát cơ thể gợi cảm cùng với bộ giáp da da nâu. Xena đã được thể hiện qua diễn xuất của nữ diễn viên người New Zealand là Lucy Lawless. Xena là một trong số những nữ anh hùng tiêu biểu nhất trong thể loại phim truyền hình. Qua vai diễn này đã cho thấy rằng không chỉ có nam giới mới có thể trở thành anh hùng, người bảo vệ thế giới, mà nữ giới cũng có thể thực hiện được điều này.

## Nội dung
Xena là nhân vật chính của câu chuyện phiêu lưu mạo hiểm thời cổ, cô gái trẻ phải thực hiện hàng loạt nhiệm vụ được giao cho để tìm kiếm sự cứu chuộc cho tội lỗi trong quá khứ của cô bằng cách sử dụng các kỹ năng chiến đấu của mình để giúp mọi người, những kỹ năng này mang tính mạnh mẽ, đầy bạo lực và tàn nhẫn, là một nữ chiến binh hùng dũng và có sức mạnh siêu phàm. Và cô đã sử dụng sức mạnh đó để giúp đỡ những người yếu thế, bảo vệ lẽ phải nhằm mục đích chuộc lại những tội lỗi mà cô đã phạm phải trong quá khứ.
Trong phim, Xena là con gái của Cyrene và Atrius. Được các thần linh giao trọng trách cứu giúp những người dân vô tội và ngăn chặn cái ác, Xena đã không ngần ngại lao vào những chốn hiểm nguy khôn lường .
Xena là một mẫu người phụ nữ mạnh mẽ, nhiệt huyết, cô là một chiến binh can đảm, giỏi võ và giỏi đấu kiếm, cô còn có một vũ khí lợi hại là chiếc vòng xoay (chakram) có thể tiêu diệt đối thủ từ xa. Ngoài ra, khả năng nhào lộn của cô hết sức phi thường.

## Thành công
Lucy Lawless (vai Xena) đã bỏ ra nhiều thời gian và công sức cho vai diễn này. Năm 1995, các nhà sản xuất đã chọn Lucy vào vai Xena. Sự khởi đầu không thật sự dễ dàng. Cô phải học nhiều môn thể thao như cưỡi ngựa, ném lao, đánh võ, đánh kiếm… Và để làm mới nhân vật, Lucy đã nhuộm tóc sang màu nâu đậm. Hợp đồng đóng ba tập đầu tiên, Lucy đã diễn rất xuất sắc nên cô tiếp tục ký hợp đồng dài hạn .
Sự thành công của bộ phim là bước ngoặt quan trọng giúp cô trở thành diễn viên nổi tiếng. Và với vai diễn đó, Lucy Lawless đã trở thành một trong những diễn viên giàu có và nổi tiếng nhất ở New Zealand. Cô cũng từng được tạp chí People bầu là một trong 50 người đẹp nhất thế giới vào năm 1997.

## Ảnh hưởng
Xena qua vai diễn của Lucy đã để lại một hình tượng về người phụ nữ mạnh mẽ và có phần đồng tính nữ. Nhân vật nữ anh hùng huyền thoại này từng được thủ vai bởi Lucy Lawless – ngôi sao nổi tiếng trên màn ảnh nhỏ trong năm 1995 đến 2001. Những người thuộc giới thứ ba thì bị thuyết phục hoàn toàn và Xena trở thành nhân vật họ sùng bái. Thậm chí họ còn lập một nhóm có tên 'The Marching Xenas'/Cuộc hành quân Xenas trong đó đa phần những người tham gia diễu hành là dân les và gay.
Những người hâm mộ của Những nàng công chúa chiến binh Xena được tham dự vào một cuộc gặp gỡ mang tên của chính cô từ năm 1996. Đây là một trong những ngày trọng đại diễn ra tại Los Angeles hàng năm. Những người đến tham dự thường có những cuộc tranh luận khá sôi nổi về các nhân vật được hóa thân.
Tên của cô còn dùng để đặt cho một vệ tinh được phát hiện là Dysnomia cùng với những vệ tinh khác được đặt theo tên của những người bạn của Xena trong bộ phim này như Gabriela...